# أول فارس (فلم)
أول فارس (بالإنجليزية: First Knight)، هو فيلم من إنتاج 1995 من بطولة شون كونري وريتشارد جير وبين كروس وجوليا أورموند ومن إخراج جيري زاكر.
الفيلم يحاكي مملكة كاميلوت في بريطانيا العظمى وشعبية ملكها آرثر وفرسان الطاولة المستديرة ما بين القرن الخامس ميلادي والقارن السادس ميلادي.
على الرغم من الجدل المعروف حول ما إذا كانت مملكة كاميلوت وملكها آرثر أساطير لا وجود لهم في الواقع، إلا أن الفيلم صور على أنه حكاية واقعية.
تم تصوير الفيلم في إنجلترا وشمال ويلز في المملكة المتحدة بميزانية 55 مليون دولار وبإيرادات 127,600 مليون دولار.

## القصة
لانسيلوت هو رجل مشرد يتنقل بين القرى يتسم بالشجاعة ومهارته بالفروسية (صاحب الدور ريتشارد جير) يصل إلى مملكة كاميلوت حيث يقع في غرام الملكة غيونفيري (صاحبة الدور جوليا أورموند) زوجة الملك آرثر (صاحب الدور شون كونري).
تتوالى الأحداث بعد ذلك حيث يقوم لانسيلوت بإنقاذ الملكة غيونفيري من الاختطاف مرتين من جنود مالاجنت وهو أحد فرسان الملك آرثر السابقين بعد أن تمرد بأطماعه وأصبح العدو الأول لمملكة كاميلوت، المرة الأولى أنقذها من الاختطاف قبل وصوله إلى مملكة كاميلوت أثناء سيره شاهد موكب الملكة غيونفيري في الغابة بعد ذلك داهم رجال مالاجنت موكب الملكة غيونفيري في الغابة وخطفوا العربة التي كانت تقل الملكة إلا أن الملكة غيونفيري قامت برمي نفسها من العربة حيث لاذت بالفرار وتتبعها ثلاثة من رجال مالاجنت في هذه الاثناء ظهر لانسيلوت وقام بمبارزة الجنود الثلاثة وأنقذ الملكة غيونفيري من الاختطاف، والمرة الثانية بعد أن أختطفت عبر قارب صغير في البحيرة التي تطل على قصر الملك آرثر بعد أن إدعى صاحب القارب أنه يحمل رسالة إلى الملكة وفور وصولها ظهر رجال مالاجنت من تحت البحيرة وخطفوا الملكة غيونفيري. كان في هذه الأثناء لانسيلوت يتابع ما يجري عبر إحدى أسطح القصر فقام بتتبعهم إلا أنه فشل في ذلك لكن الملكة غيونفيري وضعت له أثرا يدل عليها وهو قطعة من ثيابها، بعد أن إستدل لانسيلوت على ملجأ مالاجنت ورجاله وهو عبارة عن كهف ضخم إدعى لانسيلوت أنه يحمل رسالة إلى مالاجنت لكن بشرط أن يتأكد من سلامة الملكة غيونفيري، بعد أن ذهب إلى سجن الملكة غيونفيري ليتأكد من سلامتها برفقة جنود مالاجنت قام بمفاجئتهم وقتالهم وتحرير الملكة والهروب بها عبر منفذ صغير في آخر الكهف يطل على شلال ضخم، شكر الملك آرثر لانسيلوت على تحريره لزوجته وعرض عليه العمل معه كفارس معه، بعد أن تردد كثيرا في الأمر وافق في الأخير على العمل معه وخاض معه عدة حروب ضد جنود مالاجنت حيث برز فيها بشجاعته، بعد ذلك تردد لانسيلوت في البقاء كفارس للملك آرثر وقرر التنحي والإستمرار في حياته كمتنقل بين القرى، وأثناء توديعه للملكة غيونفيري قام بتقبيلها وفي اللحظة ذاتها دخل الملك آثر وشاهد الموقف حيث أمر حبس لانسيلوت ومحاكمته كخائن لمملكة كاميلوت، في أثناء المحاكمة في صباح اليوم التالي وفي حضور شعب كاميلوت وأمام الملك آرثر وجنوده وفي أثناء المحاكمة داهم مالاجنت وجنوده القصر بعد أن أثار الرعب في شعب كاميلوت، طلب مالاجنت من الملك آرثر الانحناء له أمام شعبه وإلا أحرق مملكة كاميلوت أمامه وأمام شعبه إلا أن الملك آرثر رفض وطلب من شعبه بصوت عالي القتال وعدم الإستسلام له، تفاجأ مالاجنت وأمر جنوده برمي الأسهم على الملك آرثر حيث أصابته عدة أسهم في صدره، بعد ذلك يختفي الخوف من قلوب شعب كاميلوت وتحدث معركة كبيرة بين شعب وجنود مملكة كاميلوت وبين رجال مالاجنت الذي ينتصر فيها شعب كاميلوت على جنود مالاجنت، ينتهي الفيلم بموت الملك آرثر متأثرا بإصابته وموت مالاجنت بعد أن قام بقتاله لانسيلوت بعد معركة عنيفة وانتصار شعب كاميلوت.

## طاقم التمثيل
| الممثل          | الشخصية          |
| --------------- | ---------------- |
| ريتشارد جير     | لانسلوت          |
| شون كونري       | الملك آرثر       |
| جوليا أورموند   | الملكة غويونيفير |
| بين كروس        | مالاجانت         |
| جون غينغليد     | أوزفالد          |
| ليام كونينغهام  | الفارس أغريفاين  |
| كريستوفر فيليرز | الفارس كاي       |
| فالنتاين بيلكا  | الفارس باتريس    |
| كولن ماكورماك   | الفارس مادور     |
| أليكسيس دينيسوف | الفارس غيهيرس    |
| رالف إنيسون     | رالف             |
| ستيوارت بونس    | بيتر             |

## وصلات خارجية
- مقالات تستعمل روابط فنية بلا صلة مع ويكي بيانات

1. ↑  "معلومات عن أول فارس (فيلم) على موقع kinopoisk.ru". kinopoisk.ru. مؤرشف من الأصل في 2017-01-20.
2. ↑  "معلومات عن أول فارس (فيلم) على موقع moviemeter.nl". moviemeter.nl. مؤرشف من الأصل في 2016-07-13.
3. ↑  "معلومات عن أول فارس (فيلم) على موقع allcinema.net". allcinema.net. مؤرشف من الأصل في 2017-07-28.